# Aldin Popaja
Aldin Popaja (* 11. ledna 1971 Jajce, Jugoslávie, dnešní Bosna a Hercegovina) je český malíř bosenského původu.

## Studia
Studoval malbu na Akademii výtvarných umění v Sarajevu (1990–1995). Studia dokončil v České republice na Vysoké škole uměleckoprůmyslové v Praze (1995–2000) v ateliéru malby profesora Pavla Nešlehy.

## Život
Aldin Popaja se narodil v roce 1971 v Jajci, tehdejší Jugoslávii, ale považuje se za českého malíře bosenského původu.
Po studiích působil jako odborný asistent v ateliéru malby na VŠUP, zprvu u Pavla Nešlehy, následně u Stanislava Diviše.
Jako pedagog učil na stážích ve Španělsku, Francii, Skotsku i ve Slovinsku. Kromě toho, že vyučoval na středních a vyšších uměleckých školách, se také dlouhodobě věnuje výuce amatérských malířů formou kurzů pro veřejnost.
Dílo Aldina Popaji je zastoupeno například ve sbírkách galerie F. Jeneweina v Kutné Hoře, galerie u Klicperů v Hradci Králové, v Mezinárodní galerii portrétů v Tuzle (Bosna a Hercegovina), v Gislaveds Konsthall (Švédsko) a v soukromých sbírkách v Čechách a v Evropě.
Je zakládajícím členem umělecké skupiny CLAN.
Je členem uměleckého sdružení Divná parta. Je spoluzakládajícím členem umělecké skupiny DIREKT.
Žije a pracuje v Praze.

## Dílo
Věnoval se fotorealistické malbě reflektující válečné zkušenosti a změny v životě obyvatel Bosny. Současná tvorba však ustoupila od ryze realistických tendencí (cyklus Mejdan v Jajcích, 2002–2004; cyklus Balkánci, 2005–2006), zpracování větších námětových celků a předmětných detailů (cyklus 80. léta, 2007–2010) do téměř čisté abstrakce opírající se o reálné prvky.

## Samostatné výstavy
- 2023 Kameni spavači, A&F, Jajce, Bosna a Hercegovina

Kamenní spáči, GaP - Galerie a prostor, Znojmo, Česko, kurátorka Andrea Krejči
- 2022 Popaja v Palaestře, Galerie Ve věži, Praha, Česko, kurátor Petr Volf

7x2 (spolu se Stanislavem Divišem), Sbor kněze Ambrože, Galerie AMB, Hradec Králové, Česko, kurátorka Martina Víková
Kamenní spáči, Zámek Dobrohoř, Česko
- 2021 Žiju jen dvakrát, Galerie Villa, Praha, Česko
- 2020 Symbols, Galerie Ve věži, Praha, Česko
- 2019 Aldin Popaja – Obrazy, Galerie Prostor 228, Liberec, Česko

Aldin Popaja – Kamenní spáči, Galerie Václava Špály, Praha, Česko, kurátorka Martina Vítková
Party i Jajce, Sundsvalls museum, Sundsvall, Švédsko, kurátor Petter Öseterlund
- 2017 Jazyk místa, (s Oldřichem Tichým), Nová galerie, Praha, Česko, kurátor Ivan Neuman
- 2016 Aldin Popaja – Obrazy, Galerie Felixa Jeneweina, Kutná Hora, Česko, kurátor Aleš Rezler

Aldin Popaja – Kamenní spáči, Galerie Nativ, Praha, Česko, kurátor Stanislav Diviš
Aldin Popaja, Městské muzeum Rýmařov, Galerie Octopus, Česko
- 2013 Aldin Popaja – Pictures, Folckets hus, Vaggeryd, Sweden
- 2012 Symbols and Stone Sleepers, Gallery Borgen, Gislaved, Sweden
- 2010 80th years, Galerie na půdě, Vrchlabí, Česko, kurátor Stanislav Diviš
- 2008 Balkan People, Česka pojištovna Gallery, Praha, Česko, kurátor Richard Drury
- 2007 Vančurová a Popaja, Prague, Galerie Aventin, Česko, organizováno Velvyslanectvím Bosny a Hercegoviny v České republice
- 2006 Obrazy, (s Ivanem Komárkem) Gallery Collegium Artististcum, Bosna a Hercegovina, / kurátor Richard Drury Urbicide, Jajce, Dom kulture Jajce, Bosna a Hercegovina

Jajce, Klatovy, Galerie Klatovy-Klenova, Česko, Kurátor Marcel Fišer
Sarajevo, Bosna a Hercegovina, Kurátor Richard Drury,
Pictures, (s Ivanem Komárkem), International Portrait Gallery Tuzla, Bosna a Hercegovina / kurátor Richard Drury
Picture, (s Ivanem Komárkem), City Gallery Zenica, Bosna a Hercegovina / Kurátor Richard Drury
Picture, (s Ivanem Komárkem), National theatre Banjaluka, Bosna a Hercegovina / kurátor Richard Drury, organizováno Českým Velvyslanectvím v Bosně a Hercegovině
- 2005 Happy Bosnian Family, International Portrait Gallery Tuzla, Bosna a Hercegovina
- 2004 Party v Jajce, Gallery 1 AAAD, Praha, Česko / kurátor Jiří Machalický
- 2002 Prints, Gallery Kaleidoskop, Travnik, Bosnia a Hercegovina / kurátor Enes Škrgo
- 2001 Drawings, Prints, Objects, Jajce, Bosnia a Hercegovina / kurátor Adin Ljuca

Party v Jajce, Klicperova Galerie, Hradec Králové, Česko / kurátorka Martina Vítková
- 1998 Urbicide / A story of Jajce, Zenica, Bosnian National Theater, Bosna and Hercegovina
- 1991 Searching, Jajce, Bosna and Hercegovina